# Ромбоподібний м'яз
Великий і малий ромбоподібні м'язи (mm. rhomboidei major et minor), виникли з вентральної мускулатури і належать до трункофугальних м'язів. Вони починаються від остистих відростків двох нижніх шийних (малий) і чотирьох верхніх грудних (великий) хребців, закінчуються на присередньому краї лопатки.
Функція. Приводять лопатку.
Іннервація: дорзальний нерв лопатки (CIV-CVI).
| Череп | Це незавершена стаття з анатомії. Ви можете допомогти проєкту, виправивши або дописавши її. |

1. ↑  Farrell, Connor; Kiel, John (2024). Anatomy, Back, Rhomboid Muscles. StatPearls. Treasure Island (FL): StatPearls Publishing. PMID 30521277.